# Landsorten
Landsorten, i bestämd form, är en beteckning som syftar på "landet utom huvudstaden" i provinsen, det vill säga allt som inte är huvudstadsområdet. I Sverige används begreppet även för att definiera Sverige utanför de tre storstadsområdena.[källa behövs] I Finland avser beteckningen vanligen Finland utom Helsingfors.
Begreppet landsorten förekommer i samhällsdebatten ofta som motpol till storstaden och används för att tydliggöra de olika intressen som kan finnas mellan storstadsområden och resten av landet. Det gäller till exempel analys av politiska kraftfält, köpbeteenden, kulturfrågor och fördelningen av samhällets välfärd.
Beteckningen landsortspress används för de dagstidningar som ges ut utanför Stockholm, Göteborg och Malmö.
Ordet är belagt i svenska språket sedan 1500-talet. Äldre betydelser har varit synonymer till trakt och nejd, samt i en mer allmän mening ort på landsbygden. Den numera vanligaste betydelsen är enligt Svenska Akademiens ordbok en sammanfattande beteckning för de delar av landet som ligger utanför huvudstaden. I den meningen är begreppet förled i en mängd sammansättningar, t.ex. landsortstad, landsortsbo (belagt 1866), landsortshåla (1926), landsortsregemente (1854) och landsortsteater (1834).
Ordet ska inte förväxlas med landsbygd, som betecknar ett område med lantlig bebyggelse.